# Colias ponteni
Colias ponteni là một loài bướm thuộc họ Pieridae.
Colias ponteni was described from the Sandwich Inseln (supposedly Hawaii) and Colias imperialis from Port Famine (Straight of Magellan in Chile), although there is serious doubt about these locations. Currently though, this species does not exist either in Hawaii or Patagonia. Nó là loài duy nhất được tìm thấy ở the type series, consisting of 11 specimens (now 150 years old), and is thought to be extinct.
All of the specimens are in two museums in London and Stockholm.